# 西北蒿
西北蒿（学名：Artemisia pontica）为菊科蒿属下的一个种。